# Alma Ezcurra
Alma Lucía Ezcurra Almansa (ur. 11 grudnia 1986 w Madrycie) – hiszpańska polityczka i prawniczka, posłanka do parlamentu Wspólnoty Madrytu, deputowana do Parlamentu Europejskiego X kadencji.

## Życiorys
Ukończyła studia prawnicze na Uniwersytecie Autonomicznym w Madrycie. Uzyskała magisterium z prawa handlowego w Centro de Estudios Garrigues. Zaangażowała się w działalność polityczną w ramach Partii Ludowej. Była analityczką w fundacji FAES, kierowanej przez José Maríę Aznara. Później pracowała w gabinetach alkada Madrytu i radnego miejskiego do spraw zdrowia. W latach 2014–2018 zatrudniona w gabinecie premiera, gdzie pełniła funkcję zastępczyni dyrektora departamentu. Później pracowała m.in. w gabinecie przewodniczącego Kongresu Deputowanych oraz we frakcji poselskiej Partii Ludowej. W latach 2021–2023 zajmowała dyrektorskie stanowisko w przedsiębiorstwie Lasker. Objęła również funkcję głównej koordynatorki w fundacji Reformismo21.
W 2023 została deputowaną do regionalnego parlamentu Wspólnoty Madrytu. Zyskała rozgłos w listopadzie tego samego roku, gdy podczas sesji plenarnej wygłosiła ostre przemówienie, krytykując przygotowany przez socjalistów projekt amnestii dla katalońskich separatystów. W 2024 uzyskała mandat posłanki do Parlamentu Europejskiego X kadencji.